# Estadio Eva Perón
Estadio Eva Perón – stadion piłkarski w Junin w prowincji Buenos Aires, w Argentynie, na którym swoje mecze rozgrywa CA Sarmiento. Inauguracja stadionu miała miejsce 9 lipca 1951 roku. Obecnie może pomieścić 22 000 kibiców.
Obiekt powstał za pożyczkę pochodzącą z argentyńskiego rządu, którą klub otrzymał, ponieważ ówczesny prezes klubu Hector Diaz, a także honorowy prezes klubu Juan Duarte byli w otoczeniu prezydenta Juana Peróna. Nosi on imię małżonki prezydenta Evy Perón, która dorastała w Juninie, a jej popiersie umieszczono w okolicach szatni.